# Conflict: Global Storm
Conflict: Global Storm är ett TV-spel släppt 2005 till Xbox, Playstation 2 och Windows. I Nordamerika heter spelet Conflict: Global Terror.